# Parlamentswahl in El Salvador 2024
Die Parlamentswahl in El Salvador 2024 fand am 4. Februar 2024 statt.
Die Partei Nuevas Ideas (NI) von Präsident Nayib Bukele errang 54 Sitze im von zuvor 84 auf 60 Sitze verkleinertem Parlament. Die übrigen 6 Sitze gingen an Alianza Republicana Nacionalista/ARENA (2), Partido de Concertación Nacional/PCN (2), Partido Demócrata Cristiano/PDC (1) und VAMOS (1). Die Frente Farabundo Martí para la Liberación Nacional/FMLN erhielt kein Mandat mehr.